# التاريخ وفقا لاعتقاد الكنيسة الكاثوليكية
هو التفسير اللاهوتي لماضي البشرية وإسرائيل كما هو مدون في الكتاب المقدس، في الوقت الحاضر، ومستقبل العالم من قبل الكنيسة الكاثوليكية. ليس هو الجدول الزمني للكنيسة الكاثوليكية نفسه أو التاريخ الكنسي للكنيسة الكاثوليكية، بل بمنظور الكنيسة للتاريخ - بمعنى آخر، مزيج من أساطير الأصل الكاثوليكي وعلم الأمور الأخيرة. في اللاهوت الأكاديمي، يتطور مجال تاريخ الكنيسة ويساهم في فهم الكنيسة الكاثوليكية للتاريخ. تؤمن الكنيسة بأن تأسيسها من قبل اليسوع يشير لنهاية الزمان، لأن اليهودية تؤمن بأن المسيح سيأتي في الأيام الأخيرة. بينما تقبل الكنيسة الكثير من التأويل اليهودي للعهد القديم – وجود الله، والوحي الإلهي، والنزوح إلى أرض الميعاد، والسبي البابلي، إلخ. لا تتفق الكنيسة مع كل ما تؤمن به اليهودية. تفسر الكنيسة العديد من الأحداث الكتابية حرفيًا (بينما تفسرهم اليهودية رمزياً)، تطبق النبوءات المسيانية على اليسوع (في حيث أن اليهودية تستبعد آيات معينة على أنها نبوءات مسيانية وترفض ادعاءات اليسوع بالمسيح والألوهية)، وتطبق الهوية اليهودية الذاتية على الكنيسة. على سبيل المثال، في حين تعتقد اليهودية أن العالم قد خُلقَ من أجل إسرائيل، تُعلم الكنيسة أن العالم قد خُلق من أجل إسرائيل الجديدة (الكنيسة نفسها)؛ وحيث تتمركز اليهودية على الله وتوراته، فإن الكنيسة تتمحور حول الكنيسة (منذ أن اعتقدَ أن المسيح هو الله وكلمته). يُفصل هذا المقال وجهات النظر الكاثوليكية إلى جزأين: التفسيرات الرسمية، كما هو معروض في التعليم المسيحي للكنيسة الكاثوليكية، والتفسيرات غير الرسمية، كما قدمتها بعض وسائل الإعلام.

## التفسير الرسمي

### الماضي

#### ما قبل الخلق
قبل الخلق، عيّن الله اليسوع وحياته كلها، مريم العذراء أمه، الكنيسة، ليتمتع كل شخص بالرؤية الجميلة، الغاية الشاملة للخيرات،  وتجديد كل الخلق. لم يقدر الله للإنسان أن يموت، و"لا يقدر لأحد أن يذهب إلى الجحيم".

#### الخلق
خُلِق العالم في "حالة من السفر" إلى التجديد المحدد مسبقاً، وخلقه هو الخطوة الأولى نحو قيام الله بعهد مع شعبه. بعد خطيئة الملائكة و سقوطها، يجرب الشيطان آدم وحواء للخطيئة والسقوط؛ لكن الله يعد البشر فاديًا. سمح الله بسقوط الملائكة والبشر لإظهار قوته ومحبته. ومع ذلك، تفسر الكنيسة روايات الخلق في سفر التكوين بشكل رمزي.

#### تاريخ النجاة
تاريخ النجاة هو تاريخ الوحي. كشف الله لشعبه تدريجياً الخليقة، نفسه، والقيامة. يعيد الله توجيه التاريخ البشري من الموت إلى الحياة بوعده لإبراهيم بأن يجعله أبًا للمؤمنين. افتتح إبراهيم تاريخ النجاة بقبول وعد الله الذي سيبلغ ذروته في اليسوع. يبدأ الفصح، والنزوح من مصر، وإعطاء التوراة، والعهد مع شعبه في الوفاء بوعد الله لإبراهيم. يتضمن تاريخ النجاة عدداً من البركات –"ولادة إسحاق، والهروب من مصر (الفصح والخروج)، وهبة الأرض الموعد، واختيار داوؤد، ووجود الله في المعبد، والنفي المطهر، وعودة "البقية الصغيرة"– هذا يكشف كيف أن عمل الله، من البداية إلى النهاية، هو نعمة.

#### أوقات الوعود والاستعدادات
إن أوقات الوعود والاستعدادات هي الوقت الذي وعد فيه الله أن يرسل لشعبه فاديًا. وأعد شعبه للمخلص المذكور. تكلم الله من خلال الأنبياء، الذين دعوا شعبه إلى التوبة، وعلى عكس الميتسفوت الآخر الذي كتبه موسى، كتب الله الوصايا العشر.

#### إتخام الوقت
إتخام الوقت هو وقت تحقيق وعود الله لشعبه واستعداداتهم. مريم العذراء هي تتويج لإعداد الله لشعبه المسيح من خلال الحبل بلا دنس، والعذرية الدائمة، لتصبح والدة الإله. البشارة هي بداية إتخام الزمان. إن الحبل اليسوع في بطن مريم هو بداية نهاية الوقت والعصر المسياني.

#### ساعة المجد
ساعة المجد هي ساعة اليسوع وساعة العهد الجديد: غموض الفصح. الغموض الفصحي هو سر تاريخي، لكنه يتجاوز الزمن بكونه حاضراً في الإفخارستيا. نزول روح القدس يوم الخمسين يكمل غموض الفصح ويفتتح عصر الكنيسة.

### الحاضر

#### دور الكنيسة
دور الكنيسة هو عصر قيامة اليسوع  وعصر فيض الروح القدس. الكنيسة هي بداية ملكوت الله الذي سيأتي في تمامه بالمجيء الثاني. يجري التعجيل بالمجيء الثاني في كل مرة يحدث فيها الاحتفال بالإفخارستيا، وفي كل مرة يصلي فيها مسيحي ليأتي المسيح ويعيش وفقاً لفكر اليسوع. افتراض مريم هو توقع القيامة في المستقبل.

### المستقبل

#### العلامات التي تشرع بالمجيء الثاني
جرى تعليق المجيء الثاني حتى يجري التعرف على اليسوع من قِبل "كل إسرائيل"،  وحتى تخضع الكنيسة لاختبار النهائي من قِبل المسيح الدجال.

#### إشارة مسيح الدجال
سيكون المسيح الدجال هو المسياني الزائف الأسمى الذي يُدعى ليحل مشاكل الجميع على حساب الردة. سوف يسبب الاضطهاد النهائي للكنيسة. لقد أنذر المسيح الدجال عبر التاريخ بالمسيانية العلمانية والعقيدة الألفية.

#### المجيء يسوع الثاني
سيحدث مجيء اليسوع الثاني في اليوم الأخير. سيجلب القيامة والدينونة للبشرية. ستكشف دينونة البشرية أعمال الخير و الشر لكل شخص. وستكشف المعنى النهائي للتاريخ والخلق وكيف قاد الله كل شيء إلى هدفه، وكيف تتجاوز عدالة الله كل ظلم وأن محبة الله تفوق الموت.

## التفسير غير الرسمي

### الماضي

#### حساب الخلق وعيد الميلاد
يستخدم الكاثوليك أحياناً آنو موندي لتحديد تاريخ عيد الميلاد.

#### قاتل الإله
لا تقبل الكنيسة قاتل الإله اليهودي. تُعلم الكنيسة أنهُ ليس يهودًا، بل كل الخطاة، هم "مؤلفو وخدام" آلام اليسوع وموته.

### الحاضر

#### التأديب
يزعم بعض الوحي الخاص المزعوم، مثل سيدة أكيتا وسيدة مديوغوري، أن البشرية تخضع للتوبيخ على خطاياها.

#### ستة عصور من العالم
يعتقد الأوكستيان أن العالم مقسم إلى ستة عصور، إذ يكون عمر الخامس هو العصر المعاصر والعمر السادس يبدأ في العصر الثاني.

### المستقبل

#### العلامات التي ستستمر في المجيء الثاني
وفقًا للموسوعة الكاثوليكية، سيبدأ يوم الحساب بعودة آلاجا وإينوك، وعدد من الكوارث الطبيعية، ونار خارقة للطبيعة ستجدد الخلق.

#### هوية المسيح الدجال
علّم بعض آباء الكنيسة، مثل إيريناوس وهيبوليتوس، أن المسيح الدجال سيكون يهوديًا من سبط دان. يجادل ثوماس ايس بأن المسيح سيكون أمميًا.